# روبرت باتريك (كاتب مسرحي)
روبرت باتريك (بالإنجليزية: Robert Patrick)‏ (27 سبتمبر 1937، كيلغور في الولايات المتحدة)؛ كاتب، شاعر، مؤلِّف أغانٍ وشاعر غنائي، كاتب مسرحي وروائي أمريكي.

## روابط خارجية
- روبرت باتريك على موقع IMDb (الإنجليزية)
- روبرت باتريك على موقع قاعدة بيانات برودواي على الإنترنت (الإنجليزية)